# Ngazun
Ngazun är en kommun i Myanmar.   Den ligger i regionen Mandalayregionen, i den centrala delen av landet, 230 km norr om huvudstaden Naypyidaw. Antalet invånare är 133 162.